# Satyrus bellorum
Satyrus bellorum är en fjärilsart som beskrevs av Ruggero Verity 1927. Satyrus bellorum ingår i släktet Satyrus och familjen praktfjärilar. Inga underarter finns listade.